# Der Flottenvertrag

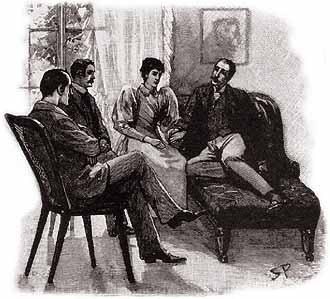
Im Krankenzimmer: Holmes, Watson, Annie Harrison und Percy Phelps

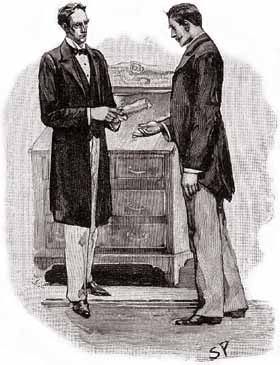
Lord Holdhurst übergibt Phelps den zu kopierenden Vertrag

Der Flottenvertrag, auch Das Marineabkommen, ist eine von Arthur Conan Doyle verfasste Detektivgeschichte. Sie gehört zu dem Zyklus Die Memoiren des Sherlock Holmes.
Die Erstveröffentlichung in The Strand Magazine, mit Illustrationen von Sidney Paget, erfolgte unter dem Titel The Adventure of the Naval Treaty im Oktober/November 1893. Am 14. und 21. Oktober 1893 erschien die Erzählung unter dem Titel The Naval Treaty mit Illustrationen von William Henry Hyde in Harper’s Weekly. Wegen der ungewöhnlichen Länge gab es jeweils zwei Teile.

## Handlung
Dr. Watson erhält im Juli 1887 einen Brief seines Schulfreunds Percy Phelps, den er seit langem aus den Augen verloren hatte. Hochbegabung und familiäre Beziehungen verhalfen Phelps nach Beendigung der Schulzeit zu einer Karriere im Foreign Office. Nun meldet sich Phelps aus seinem Wohnsitz Briarbrae House in Woking, da er nach langem Krankenlager wieder so weit zu Kräften gekommen sei, dass er einen Brief diktieren könne. Er bittet Watson darin, um alter Freundschaft willen Sherlock Holmes mit nach Woking zu bringen. Dieser sei der einzige, der ihm in seiner Notlage, dem plötzlichen und katastrophalen Karriereende, womöglich noch helfen könne. Dieses Ereignis, über das er nichts schreibt, verursachte bei dem sensiblen jungen Diplomaten ein mehrmonatiges schweres Gehirnfieber. Seine Verlobte Annie Harrison (der er auch den Brief diktiert hat) pflegte ihn täglich.
Watson gewinnt Holmes mühelos für diesen Fall; Holmes identifiziert Harrisons Handschrift als die einer außergewöhnlichen Persönlichkeit – im Guten oder im Bösen. Die beiden reisen nach Woking und werden dort von Joseph Harrison begrüßt, Phelps’ zukünftigem Schwager. Im Krankenzimmer treffen sie den noch schwachen Phelps und seine Verlobte an, und nun erzählt Phelps, was ihm widerfahren ist:

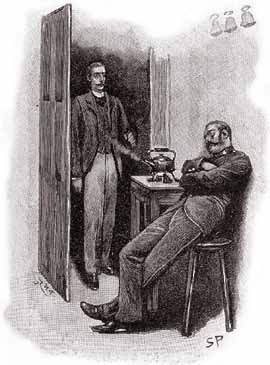
Der schlafende Portier

Percy Phelps verdankte seine Karriere dem Umstand, dass er der Neffe des Kabinettsministers Lord Holdhurst ist. Nachdem er mehrere Arbeiten zu dessen Zufriedenheit erledigt hatte, beauftragte ihn Holdhurst damit, einen geheimen und politisch hoch brisanten, französisch geschriebenen Flottenvertrag handschriftlich zu kopieren. Dazu blieb Phelps nach Dienstende abends in seinem Arbeitszimmer im Foreign Office zurück. Die Schreibarbeit ging ihm schwer von der Hand, und da er zunehmend müde wurde, bestellte er einen Kaffee bei dem Portier, der diesen Service für die Mitarbeiter im Office anbot. Da der Kaffee nicht gebracht wurde, beschloss Phelps schließlich, ihn selbst bei dem Portier abzuholen. Den Flottenvertrag und seine Schreibarbeit ließ er dafür kurz unbeaufsichtigt. Er fand den Mann tief schlafend. Der Portier erwachte, als plötzlich eine Glocke schellte, und war verwirrt, Phelps vor sich zu sehen. Denn diese Glocke wurde in Phelps’ Arbeitszimmer geläutet. Phelps stürzte mit bösen Vorahnungen die Treppe hinauf zu seinem Zimmer und fand dort alles unverändert, nur das Original des Flottenvertrags war verschwunden. Wer immer das Dokument entwendet hatte, musste den Nebenausgang benutzt haben, und Phelps lief mit dem Portier auf die Straße hinaus und bis zur nächsten Hauptstraße, wo sie auf einen Polizisten trafen. Die einzige Person, die dieser vorübergehen sah, war die Frau des Portiers, die im Foreign Office putzte. Diese Frau wurde in ihrer Wohnung verhaftet, aber obwohl sie für die Polizei verdächtig wirkte und alles durchsucht wurde, blieb der Flottenvertrag verschwunden. Auf dem Heimweg in der Bahn brach Phelps zusammen. Als er in Woking eintraf, war er im Delirium, und die schockierte Familie richtete das Gästezimmer im Erdgeschoss für ihn als Krankenzimmer her.
Holmes sagt seine Hilfe zu und fährt mit Watson nach London zurück, wo er sich nach dem Stand der polizeilichen Ermittlungen erkundigt. Ergebnislos wurden wochenlang die Portiersfrau und – wegen seines französischen Nachnamens – Charles Gorot, ein Kollege von Phelps, überwacht. Außerdem spricht er im Außenministerium vor. Lord Holdhurst bestätigt, was Phelps bereits sagte: niemand wusste, dass der junge Diplomat an jenem Abend den Flottenvertrag kopierte. Aber er hat eine weitere Information: Die daran hauptsächlich interessierten Regierungen von Frankreich und Russland haben wochenlang nicht zu erkennen gegeben, dass sie den Vertrag besitzen, und in absehbarer Zeit wird der Vertrag nicht mehr geheim und damit für den Dieb wertlos sein.
Mit diesen Ergebnissen kommen Holmes und Watson am Folgetag wieder nach Woking, wo Phelps dramatische Neuigkeiten hat: Erstmals verbrachte er die Nacht allein im Krankenzimmer, da er sich besser fühlte. Er erwachte dadurch, dass ein Vermummter das Fenster aufzubrechen versuchte; Phelps ist nun überzeugt, dass man es auf sein Leben abgesehen hat. Im Garten finden sich vor dem Fenster entsprechende Spuren. Joseph Harrison versucht, Holmes’ Interesse auf eine Beschädigung des Gartenzauns zu lenken, die jener aber für irrelevant hält. Holmes brüskiert Annie Harrison dadurch, dass er sie verpflichtet, bis zum Abend ständig im Krankenzimmer zu bleiben. Dies tue sie für ihren Verlobten. Percy Phelps lädt er ein, mit ihm und Watson nach London zu fahren und im Gästezimmer von 221B Baker Street zu übernachten. Am Bahnhof von Woking trennt sich Holmes aber unvermittelt von Watson und Phelps.
Watson berichtet, wie ihm der Abend mit dem übernervösen Phelps zur Last wurde. Dessen labiler Zustand setzt sich am nächsten Morgen fort. Nun trifft Holmes ein, ernst und leicht verletzt. Er besteht darauf, dass ein reichliches Frühstück eingenommen wird, und da Phelps nichts essen möchte, soll er Holmes auflegen. In der Terrine findet er den Flottenvertrag: eine dramatische Inszenierung, die Holmes genießt. Phelps ist enthusiastisch, und Holmes erklärt seine erfolgreiche Strategie: Ihm war nach dem nächtlichen Einbruchsversuch klar, dass der Vertrag sich im Krankenzimmer befinden musste, das nach Phelps Eintreffen ständig von ihm und einer Pflegerin besetzt war. Davor war es das Gästezimmer gewesen; Joseph Harrison hatte es genutzt und war völlig unerwartet ausquartiert worden. Indem Annie Harrison nun bis zum Abend im Krankenzimmer blieb, stellte Holmes sicher, dass ihr Bruder keine Gelegenheit bekam, den Vertrag, den er dort irgendwo versteckt hatte, wieder an sich zu nehmen, und es also in der Nacht versuchen würde. Bei diesem Einbruch konnte Holmes ihn dann überwältigen und sparte es sich so, selbst das Versteck suchen zu müssen. Holmes wusste durch seine Recherchen bereits, dass Joseph Harrison in finanziellen Schwierigkeiten war. An jenem Abend hatte er Phelps im Foreign Office abholen wollen, um gemeinsam mit ihm nach Woking zu fahren. Als er das Zimmer leer fand, läutete er und sah dann erst den Vertrag, dessen Wert er begriff. Als völlig gewissenloser Mensch war ihm gleichgültig, dass er die Existenz seines künftigen Schwagers und seiner Schwester vernichtete; er nahm den Vertrag und entwich unerkannt.

## Hintergrund
Der Flottenvertrag gehört zu den Erzählungen, die die fiktive Detektivfigur Sherlock Holmes in eine Beziehung zur europäischen Politik setzen. Dabei ist für die Entstehungszeit interessant, dass die Freund-Feind-Konstellation des Ersten Weltkriegs noch nicht absehbar ist, und das, was ein internationaler Spionagefall zu sein schien, sich letztlich als von Geldgier motivierter Betrug innerhalb einer Familie herausstellt. Sowohl in Der Flottenvertrag als auch in Der zweite Fleck benutzte Doyle ein Motiv aus der Detektivgeschichte Der entwendete Brief (The purloined letter, 1844) von Edgar Allan Poe: Ein politisch brisantes Dokument scheint wie vom Erdboden verschwunden, während es in Wirklichkeit in einem abgeschlossenen Privatraum ganz in der Nähe der Protagonisten versteckt wurde. Bereits in der Einleitung zum Flottenvertrag kündigt der Ich-Erzähler Watson an, dass der spektakuläre politische Einsatz von Holmes, betitelt als Der zweite Fleck, noch so brisant sei, dass er seine Aufzeichnungen erst in einigen Jahren veröffentlichen könne. Im Flottenvertrag sind Frankreich und Russland als mit dem Vereinigten Königreich rivalisierende Mächte nur schemenhaft im Hintergrund präsent; Der zweite Fleck dagegen enthält mehrere kaum verschlüsselte zeitgenössische Bezüge: das in der britischen Öffentlichkeit stark diskutierte Telegramm Wilhelms II. an Paul Kruger 1896, und die Entente Cordiale, durch die Frankreich zum britischen Verbündeten wurde.
Als Ich-Erzähler teilt Watson das bürgerliche Misstrauen gegenüber der Integrität des aristokratischen Kabinettsministers Lord Holdhurst: dieser gehöre zu dem „nicht allzu häufigen Typ des Edelmanns, der wirklich edel ist“ (that not too common type, a nobleman which is in truth noble). Die Erzählung ist teilweise auch die Krankengeschichte des Percy Phelps, Gehirnfieber (brain fever) ist eine für das viktorianische England typische Diagnose, die keine genaue moderne Entsprechung hat (manchmal Meningitis oder Enzephalitis). Als Mediziner stellt der Autor einen Fall von Gehirnfieber lehrbuchmäßig dar. Für die Handlung hätten viele schwere Erkrankungen den Zweck erfüllt, Phelps wochenlang in einem Zimmer festzuhalten. Aber Gehirnfieber hatte die Besonderheit, dass es direkt mit dem Schock durch Entdeckung des Dokumentendiebstahls motiviert werden konnte. Mediziner nahmen an, dass die Anfälligkeit für Gehirnfieber durch sitzende, schreibende Tätigkeit und Ermüdung erhöht sei und eine Gehirnfieber-Attacke durch einen plötzliche, schockierende Nachricht ausgelöst werden könne. Als Symptome nannte die medizinische Literatur (James Copland, 1858) heftige Kopfschmerzen, Überempfindlichkeit gegenüber Licht und Geräuschen, Delirium, erhöhter Puls, Unruhe bis hin zu spasmischen Krämpfen, im weiteren Krankheitsverlauf extreme Schläfrigkeit und Schwäche.

## Textausgaben
- Arthur Conan Doyle: Die Memoiren des Sherlock Holmes. Neuübersetzung von Nikolaus Stingl. Haffmanns, Zürich 1985.
- Arthur Conan Doyle: Die Memoiren des Sherlock Holmes. Erzählungen, neu übersetzt von Henning Ahrens. Fischer Taschenbuch, Frankfurt am Main 2016.

## Adaptionen (Auswahl)
Film
- Das Marineabkommen (The Naval Treaty). Film, als 3. Episode in der britischen Fernsehserie Die Abenteuer des Sherlock Holmes (The Adventures of Sherlock Holmes); Erstausstrahlung im britischen Fernsehen (ITV Granada) am 8. Mai 1984; Erstausstrahlung der deutsch synchronisierten Fassung am 19. September 1987 im Fernsehen der DDR.

Hörspiel
- Das Geheimabkommen, Hörspiel des Saarländischen Rundfunks; Erstausstrahlung am 4. März 1966. (Enthalten in der Hörspiel-Box Die Memoiren des Sherlock Holmes, von audible)
- Der Flottenvertrag, 2008 von Maritim produziertes Hörspiel.

Hörbuch
- Das Marineabkommen, Episode der Hörbuch-Box Die Memoiren des Sherlock Holmes (Radioropa, 2007). Sprecher: Erich Räuker.
- Der Flottenvertrag, Episode der Hörbuch-Box Die große Sherlock-Holmes-Edition (Der Hörverlag, 2017). Sprecher: Oliver Kalkofe.